# Mercedes-Benz F-Cell Roadster
Mercedes-Benz F-Cell Roadster — концепт-кар с гибридным двигателем от компании Mercedes-Benz, представленный в 2009 году. Целью проекта являлось обучение стажёров концерна Daimler AG принципам работы с альтернативными топливными технологиями и иным областям автомобильной промышленности.

## История
В 2009 году компания Mercedes-Benz представила ретро-вариант гибридного автомобиля — концепт-кар Mercedes-Benz F-Cell Roadster по мотивам проекта Benz Patent-Motorwagen 1886 года. Мощность установленного двигателя составляет 1.2 кВт, максимальная скорость достигает 25 км/час (15 миль/ч). Подобные параметры позволяют автомобилю преодолевать расстояние в 350 км (217 миль).
Сборку автомобиля осуществляли 150 стажёров компании. Разработка концепта длилась около года. Проект был создан с целью подготовки младших сотрудников для работы с альтернативными видами двигателей. Перед стажёрами были поставлены задачи из областей автомобильной мехатроники, построения моделей, электроники, технологий нанесения покрытий, сборки конструкций и проектировании дизайна конечного продукта.
Данный проект наглядно демонстрирует тот факт, что тема экологически чистой мобильности стала неотъемлемой частью нашей профессиональной подготовки. Я рад видеть, насколько много творческой инициативы и креативности молодые люди вложили в него.Гюнтер Флейг, член совета Daimler AG и руководитель отдела трудовых отношений
В апреле 2009 года автомобиль совершил поездку по мемориальной трассе имени Берты Бенц.

## Описание

### Экстерьер
Концепция экстерьера концептуального родстера представляет собой направление ретрофутуризма, то есть сочетает в себе как ретро решения, так и футуристические детали оформления. Кузов автомобиля окрашен в белый цвет. Дизайн передней части Mercedes-Benz F-Cell Roadster был позаимствован у гоночных болидов Формулы-1. В центре носовой части расположена фирменная эмблема торговой марки, которая также украшает крышку горловины топливного бака на корме модели. Многие элементы кузова позаимствованы из различных эпох автомобильной истории. Двигатель прикрывает стеклянная крыша голубого тона. Спицевые легкосплавные колёса внешне схожи с велосипедными, какие устанавливались на Benz Patent-Motorwagen, разработанный Карлом Бенцем. Доступ внутрь салона обеспечивают двери-перемычки.

### Интерьер
В салоне концепт-кара установлены ковшеобразные сиденья (2 штуки — для водителя и переднего пассажира), вручную обшитые коричневой кожей и выполненные из углеродного волокна. Их разделяет центральный тоннель, также обитый кожей, на котором установлен джойстик и элементы управления. На передней панели установлены циферблаты информационных систем.

### Двигатель
Силовой агрегат концептуальной модели работает на топливных элементах (электромотор получает преобразованное из химической энергии электричество из водородных топливных элементов) и генерирует производительность в 1,2 киловатта. Компактны экологический двигатель расположен в задней части автомобиля за креслами под стеклянной защитой. Максимальная скорость передвижения концепт-кара составляет 25 км/ч. Полного заряда автомобиля хватает на 350 км пути.
Технология, применённая при работе над данной моделью, серийно используется на автомобилях B-класса одноимённой версии F-Cell.

### Управление
Управление автомобилем осуществляется по технологии Drive-by-Wire, а роль рулевого колеса выполняет джойстик.

### Подвеска
Передняя подвеска автомобиля оснащается двойными параллельными рычагами.